# Jorge Luis Wagner
Jorge Luis Wagner (* 19. Januar 1967 in Guaminí, Partido Guaminí, Provinz Buenos Aires) ist ein argentinischer Geistlicher und römisch-katholischer Bischof von Comodoro Rivadavia.

## Leben
Jorge Luis Wagner studierte Philosophie am Priesterseminar des Bistums Azul und Theologie am Seminar des Erzbistums Mercedes-Luján. Am 2. September 1993 empfing er durch Erzbischof Rómulo García das Sakrament der Priesterweihe für das Erzbistum Bahía Blanca.
Neben verschiedenen Aufgaben in der Pfarrseelsorge war er zeitweise für die Jugendseelsorge und anschließend für die Katechese im Erzbistum Bahía Blanca verantwortlich. Erzbischof Carlos Azpiroz Costa OP ernannte ihn 2017 zum Generalvikar des Erzbistums. Außerdem gehörte er dem Priesterrat und dem Konsultorenkollegium an.
Am 24. September 2019 ernannte ihn Papst Franziskus zum Titularbischof von Gergis und zum Weihbischof in Bahía Blanca. Der Erzbischof von Bahía Blanca, Carlos Azpiroz Costa OP, spendete ihm am 16. November desselben Jahres die Bischofsweihe. Mitkonsekratoren waren dessen Amtsvorgänger Guillermo Garlatti und der emeritierte Bischof von Alto Valle del Río Negro, Néstor Hugo Navarro.
Am 22. Februar 2024 ernannte ihn Papst Franziskus zum Bischof von Comodoro Rivadavia. Die Amtseinführung fand am 6. April desselben Jahres statt.